# Yuri Kosygin
Yuri Kosygin (russe : Юрий Косыгин) est un personnage de la série télévisée Oz, interprété par Olek Krupa.
C'est un tueur à gages russe très consciencieux et extrêmement minutieux.

## Biographie

### Sentence
Prisonnier #99K871, condamné le 23 mars 1999 pour meurtre au premier degré, tentative de meurtre et possession illégale d'arme à feu à une peine d'emprisonnement à perpétuité, sans aucune libération sur parole possible.

### Personnage
Bien que Kosygin soit une personne très calme et discrète, ne semblant montrer aucune émotion, il reste l'un des détenus les plus dangereux d'Emerald City.
Il a quitté la Russie et émigré aux États-Unis pour trouver une meilleure vie, pour lui et sa famille.
C'était un professeur dans son pays, et, après avoir eu du mal à joindre les deux bouts, il fut employé en tant que peintre en bâtiment chez un membre de la mafia russe. Mais ce dernier l'insultait, l'humiliait et le frappait, jusqu'à ce que Kosygin finit par l'étrangler. Pas à pas, il se forgea une solide réputation dans le milieu, et fut engagé par la mafia russe en tant qu'assassin professionnel.
Il sera surnommé ensuite « Le plus terrible des tueurs de Little Odessa ».

### Saison 3
Kosygin est condamné après le meurtre de 8 personnes à une terrasse de café, et est envoyé à Oz.
Dès son arrivée à Emerald City, on lui présente lors de son premier jour un autre détenu russe, Nikolai Stanislofsky, censé l'aider à mieux s'intégrer. Stanislofsky essaye de sympathiser avec Kosygin dans leur cellule, en buvant de la vodka et en lui parlant dans leur langue natale, mais Kosygin se révèle très taciturne et méfiant. Idem lorsque le gardien Clayton Hugues lui fait visiter la bibliothèque, ce dernier étant quelque peu mal à l'aise face à Kosygin, toujours très peu bavard.
Antonio Nappa, du clan des Siciliens, tente également de sympathiser avec lui, et essuie un refus de la part de Kosygin. Nappa le met alors en garde, ce à quoi Kosygin répond en se moquant des Italiens.
Plus tard, un autre italien, Chucky Pancamo, va voir son co-détenu Stanislofsky pour lui demander des excuses pour l'insulte faite à Nappa, ce à quoi Stanislofsky répond que Kosygin et lui ne sont pas du même clan et ne sont pas liés. Lui est juif, et Kosygin est un « cosaque ». Stanislofsky informe ensuite Pancamo que Kosygin était extrêmement craint pour sa sauvagerie à Little Odessa (le quartier russe de New York à Brooklyn).
Ryan O'Reilly paie Kosygin pour tuer dans sa cellule le détenu William Cudney (qui allait dénoncer O'Reilly d'avoir mis de la drogue dans les bouteilles d'eau pour les matchs de boxe). Stanislofsky est au courant du plan d'O'Reilly et en informe Pancamo (en lui disant que c'est Kosygin qui a drogué l'eau pour que Pancamo perde le combat). Puis, sur une suggestion d'O'Reilly, Pancamo dit à Kosygin que Stanislofsky lui a tout dit, que ce dernier souhaitait envoyer Kosygin dans le couloir de la mort sans que les italiens soient suspectés.
Kosygin, pour se venger, attend que lui et Stanislofsky soient seuls à la bibliothèque, et pendant que Kosygin se montre pour la première fois bavard avec lui, il bloque les différentes portes de la bibliothèque pour que personne ne puisse en sortir, et sort une lame cachée dans ses lunettes. Mais Stanislofsky s'en rend compte, tente de se protéger et appelle à l'aide (il finira simplement blessé). Des gardiens parviennent à entrer et maitrisent Kosygin, l'envoyant au mitard.
Plus tard dans la série, on apprend que Kosygin, toujours confiné au trou, reçoit la visite de Lana Keese, qui travaille officiellement comme employée du département d'État, mais en réalité finit par tuer Kosygin durant son entretien avec lui.